# Maurizio Iorio
Maurizio Iorio (Milano, 6 giugno 1959) è un ex calciatore italiano, di ruolo attaccante.

## Biografia
Nato a Milano.
Durante la sua militanza nel Bari ha conosciuto la sua attuale compagna Dina.

## Carriera

### Giocatore

#### Club

##### Gli inizi
Dopo gli esordi nell'Helenio Herrera Triestina e nel Vigevano (con cui debutta nel campionato di Serie C 1975-1976), si trasferisce al Foggia, militante in Serie A, rimanendovi una stagione senza giocare. Nel campionato 1977-1978 esordisce nella massima serie con la maglia rossonera, lanciato dall'allenatore Ettore Puricelli in sostituzione di Nerio Ulivieri, ritenuto non affidabile; debutta il 23 ottobre 1977, nella vittoria per 1-0 sul Torino.
Con i satanelli totalizza 21 presenze e 6 reti, senza poter evitare la retrocessione del Foggia. Nell'estate del 1978 viene acquistato dal Torino, in cambio di tre giocatori e un conguaglio in denaro; in maglia granata rimane per una stagione, come rincalzo di Francesco Graziani e Paolo Pulici, totalizzando 15 presenze e 3 reti. A fine stagione passa in comproprietà all'Ascoli, nell'ambito del riscatto di Danilo Pileggi da parte del Torino: l'allenatore Giovan Battista Fabbri lo utilizza come unica punta, supportata da Pietro Anastasi o Hubert Pircher.
Dopo un avvio di stagione positivo (con quattro reti nel girone eliminatorio della Coppa Italia) perde il posto in squadra a causa di prestazioni non soddisfacenti e per contrasti con l'allenatore. Conclude la stagione ascolana con 11 presenze e una rete.

##### L'apice della carriera: Bari, Roma e Verona

Da destra: Iorio e Roberto Pruzzo, coppia d'attacco della Roma campione d'Italia 1982-1983.

Nell'estate del 1980 viene ceduto in comproprietà al Bari, militante in Serie B, dove fa coppia con Aldo Serena soppiantando il duo titolare Libera-Gaudino. Nella stagione 1980-1981, sotto la guida di Mimmo Renna e poi Enrico Catuzzi, realizza 10 reti in 29 partite, tra cui due doppiette nei derby contro il Lecce, nonostante alcuni infortuni.
Nella stagione successiva viene riscattato dai galletti: le reti salgono a 18 in 36 gare,sua miglior stagione realizzativa dove è ottimamente coadiuvato da De Rosa, Bresciani e Bagnato in attacco, ma non sufficienti a garantire la promozione al cosiddetto Bari dei baresi. Grazie alle 31 reti realizzate in due anni tra campionato e Coppa Italia, suscita l'interesse della Roma, da cui viene acquistato.
Nella stagione 1982-1983 vince lo scudetto con i capitolini, disputando 25 partite (con 5 reti) nel ruolo di "spalla" di Roberto Pruzzo. L'anno seguente, in seguito all'acquisto di Francesco Graziani, viene ceduto in comproprietà al Verona, con cui disputa il suo migliore campionato nella massima serie, con 14 gol in 25 partite, formando con Giuseppe Galderisi un attacco di brevilinei. La formazione scaligera termina il campionato al sesto posto e raggiunge la finale di Coppa Italia, competizione nella quale Iorio è vice-capocannoniere con 7 reti.

##### Il declino
Nell'estate del 1984 viene riscattato dalla Roma per oltre due miliardi e mezzo di lire. La sua seconda esperienza romanista risulta meno fortunata della prima, e viene relegato al ruolo di riserva anche a causa del cambio di modulo operato da Sven-Göran Eriksson, che schiera Pruzzo come unica punta. Conclude la stagione con 16 presenze in campionato e un unico gol, a cui si aggiungono 3 presenze e due reti in Coppa Italia, tra cui quella realizzata nel derby contro la Lazio. Nel 1985 passa alla Fiorentina per quattro miliardi di lire: in viola si accentua il declino delle prestazioni, e anche in questo caso realizza un unico gol in tutta la stagione, alternandosi a Paolo Monelli nel ruolo di centravanti.

Iorio in allenamento alla Fiorentina nel 1987

Nell'ottobre del 1986 accetta il trasferimento al neopromosso Brescia, di cui non evita la retrocessione in Serie B. Rientrato a Firenze, rimane inizialmente fuori rosa, e in seguito ritorna al Brescia, con cui realizza 8 reti in 31 partite nel campionato di Serie B 1987-1988. Svincolato al termine della stagione, dopo aver rifiutato un'offerta del Cosenza e una dal campionato canadese nell'autunno del 1988 passa al Piacenza, sempre tra i cadetti, dove ritrova Enrico Catuzzi che lo aveva allenato a Bari. Nella formazione biancorossa realizza 5 reti (di cui 3 su rigore), prima di essere messo fuori rosa in primavera dal nuovo allenatore Attilio Perotti, insieme ad altri tre compagni di squadra (Colasante, Mileti e Scaglia) per motivi disciplinari.

##### Ultimi anni
Nuovamente svincolato, torna in Serie A dopo due anni, ingaggiato dal Verona in crisi economica. Nel contesto di una squadra in difficoltà non ripete le prestazioni della stagione 1983-1984, collezionando 3 reti in 24 partite e la terza retrocessione in carriera. Nell'autunno del 1990 lo ingaggia l'Inter, per sostituire l'infortunato Davide Fontolan, e con i nerazzurri disputa 5 partite di campionato.
Conclude la carriera con due annate al Genoa, sempre in Serie A: con i Grifoni viene impiegato prevalentemente come riserva di Tomáš Skuhravý e Carlos Aguilera, disputando anche la semifinale di ritorno di Coppa UEFA contro l'Ajax, nella quale realizza il gol del momentaneo vantaggio rossoblù. L'esperienza al Genoa si conclude nel febbraio del 1993, quando viene posto fuori rosa da Luigi Maifredi, non rientrando nei suoi piani tecnici.

#### Nazionale
Vanta una gara nell'Under 21, il 14 giugno 1979 contro i pari età della Polonia. In seguito ha collezionato 8 presenze e 2 gol nella Nazionale di calcio italiana B (debutto a Roma il 27 aprile 1983, vittoria per 2:0 contro la Lega Irlandese) e 6 presenze nella Nazionale Olimpica, con la quale ha preso parte ai Giochi Olimpici 1984 a Los Angeles, alternandosi in attacco con Aldo Serena e Daniele Massaro. Giocò da titolare tre partite: la vittoriosa nonché burrascosa gara inaugurale con l'Egitto (quattro espulsi e otto ammoniti), quella persa contro la Costa Rica e la finale per il terzo posto dove gli azzurri vennero sconfitti per 2 a 1 dalla Jugoslavia. Venne utilizzato nei secondi tempi delle restanti tre gare con gli Stati Uniti, nel quarto di finale con il Cile e nella semifinale con il Brasile. Per lui quindi 6 presenze e un totale di 221' nel torneo Olimpico. A causa delle prestazioni non convincenti, esce definitivamente dal giro della Nazionale di Enzo Bearzot.

### Dopo il ritiro
Inizialmente ha intrapreso l'attività di imprenditore edile..
A partire dal 2000 si è dedicato al beach soccer prima come giocatore e poi come organizzatore ed allenatore dell'Italia Beach Soccer, una rappresentativa nazionale formata per lo più da ex calciatori professionistici, che partecipa a tornei della Beach Soccer Golden League.
Ha lavorato poi come commentatore televisivo di calcio, in trasmissioni sportive delle emittenti baresi Telenorba ed Antenna Sud, e come ospite fisso del programma Anteprima Forcing di Teleregione Color. Ha successivamente ricoperto il ruolo di commentatore tecnico per Sky.

## Statistiche

### Presenze e reti nei club
| Stagione             | Squadra              | Campionato           | Campionato | Campionato | Coppe nazionali | Coppe nazionali | Coppe nazionali | Coppe continentali | Coppe continentali | Coppe continentali | Altre coppe | Altre coppe | Altre coppe | Totale | Totale |
| Stagione             | Squadra              | Comp                 | Pres       | Reti       | Comp            | Pres            | Reti            | Comp               | Pres               | Reti               | Comp        | Pres        | Reti        | Pres   | Reti   |
| -------------------- | -------------------- | -------------------- | ---------- | ---------- | --------------- | --------------- | --------------- | ------------------ | ------------------ | ------------------ | ----------- | ----------- | ----------- | ------ | ------ |
| 1975-1976            | Vigevano             | C                    | 6          | 2          | CI-S            | ?               | ?               | -                  | -                  | -                  | -           | -           | -           | 6+     | 2+     |
| 1976-1977            | Foggia               | A                    | 0          | 0          | CI              | 0               | 0               | -                  | -                  | -                  | -           | -           | -           | 0      | 0      |
| 1977-1978            | Foggia               | A                    | 21         | 6          | CI              | 0               | 0               | -                  | -                  | -                  | -           | -           | -           | 21     | 6      |
| Totale Foggia        | Totale Foggia        | Totale Foggia        | 21         | 6          |                 | 0               | 0               |                    | -                  | -                  |             | -           | -           | 21     | 6      |
| 1978-1979            | Torino               | A                    | 15         | 3          | CI              | 2               | 1               | CU                 | 1                  | 0                  | -           | -           | -           | 18     | 4      |
| 1979-1980            | Ascoli               | A                    | 11         | 1          | CI              | 4               | 4               | -                  | -                  | -                  | -           | -           | -           | 15     | 5      |
| 1980-1981            | Bari                 | B                    | 29         | 10         | CI              | 4               | 1               | -                  | -                  | -                  | -           | -           | -           | 33     | 11     |
| 1981-1982            | Bari                 | B                    | 36         | 18         | CI              | 4               | 2               | -                  | -                  | -                  | -           | -           | -           | 40     | 20     |
| Totale Bari          | Totale Bari          | Totale Bari          | 65         | 28         |                 | 8               | 3               |                    | -                  | -                  |             | -           | -           | 73     | 31     |
| 1982-1983            | Roma                 | A                    | 25         | 5          | CI              | 9               | 3               | CU                 | 6                  | 1                  | -           | -           | -           | 40     | 9      |
| 1983-1984            | Verona               | A                    | 25         | 14         | CI              | 12              | 7               | CU                 | 1                  | 0                  | -           | -           | -           | 38     | 21     |
| 1984-1985            | Roma                 | A                    | 16         | 1          | CI              | 3               | 2               | CdC                | 5                  | 0                  | -           | -           | -           | 24     | 3      |
| Totale Roma          | Totale Roma          | Totale Roma          | 41         | 6          |                 | 12              | 5               |                    | 11                 | 1                  |             | -           | -           | 64     | 12     |
| 1985-1986            | Fiorentina           | A                    | 25         | 1          | CI              | 4               | 2               | -                  | -                  | -                  | -           | -           | -           | 29     | 3      |
| ago.-ott. 1986       | Fiorentina           | A                    | 0          | 0          | CI              | 3               | 0               | -                  | -                  | -                  | -           | -           | -           | 3      | 0      |
| Totale Fiorentina    | Totale Fiorentina    | Totale Fiorentina    | 25         | 1          |                 | 7               | 2               |                    | -                  | -                  |             | -           | -           | 32     | 3      |
| 1986-1987            | Brescia              | A                    | 8          | 1          | CI              | 1               | 0               | -                  | -                  | -                  | -           | -           | -           | 9      | 1      |
| 1987-1988            | Brescia              | B                    | 31         | 8          | CI              | 2               | 0               | -                  | -                  | -                  | -           | -           | -           | 33     | 8      |
| Totale Brescia       | Totale Brescia       | Totale Brescia       | 39         | 8          |                 | 3               | 0               |                    | -                  | -                  |             | -           | -           | 42     | 8      |
| 1988-1989            | Piacenza             | B                    | 20         | 5          | -               | -               | -               | -                  | -                  | -                  | -           | -           | -           | 20     | 5      |
| 1989-1990            | Verona               | A                    | 24         | 3          | CI              | 1               | 0               | -                  | -                  | -                  | -           | -           | -           | 25     | 3      |
| Totale Hellas Verona | Totale Hellas Verona | Totale Hellas Verona | 49         | 17         |                 | 13              | 7               |                    | 1                  | 0                  |             | -           | -           | 63     | 24     |
| 1990-1991            | Inter                | A                    | 5          | 0          | CI              | 0               | 0               | CU                 | 0                  | 0                  | -           | -           | -           | 5      | 0      |
| 1991-1992            | Genoa                | A                    | 10         | 0          | CI              | 2               | 0               | CU                 | 2                  | 1                  | -           | -           | -           | 14     | 1      |
| 1992-1993            | Genoa                | A                    | 13         | 1          | CI              | 1               | 1               | -                  | -                  | -                  | -           | -           | -           | 14     | 2      |
| Totale Genoa         | Totale Genoa         | Totale Genoa         | 23         | 1          |                 | 3               | 1               |                    | 2                  | 1                  |             | -           | -           | 28     | 3      |
| Totale carriera      | Totale carriera      | Totale carriera      | 320        | 79         |                 | 52+             | 23+             |                    | 15                 | 2                  |             | -           | -           | 387+   | 104+   |

### Cronologia presenze e reti in nazionale
| Cronologia completa delle presenze e delle reti in nazionale ― Italia under 21 | Cronologia completa delle presenze e delle reti in nazionale ― Italia under 21 | Cronologia completa delle presenze e delle reti in nazionale ― Italia under 21 | Cronologia completa delle presenze e delle reti in nazionale ― Italia under 21 | Cronologia completa delle presenze e delle reti in nazionale ― Italia under 21 | Cronologia completa delle presenze e delle reti in nazionale ― Italia under 21 | Cronologia completa delle presenze e delle reti in nazionale ― Italia under 21 | Cronologia completa delle presenze e delle reti in nazionale ― Italia under 21 |
| Data                                                                           | Città                                                                          | In casa                                                                        | Risultato                                                                      | Ospiti                                                                         | Competizione                                                                   | Reti                                                                           | Note                                                                           |
| ------------------------------------------------------------------------------ | ------------------------------------------------------------------------------ | ------------------------------------------------------------------------------ | ------------------------------------------------------------------------------ | ------------------------------------------------------------------------------ | ------------------------------------------------------------------------------ | ------------------------------------------------------------------------------ | ------------------------------------------------------------------------------ |
| 14-6-1979                                                                      | Lecce                                                                          | Italia under 21                                                                | 1 – 1                                                                          | Polonia under 21                                                               | Amichevole                                                                     | -                                                                              | 53’                                                                            |
| Totale                                                                         |                                                                                | Presenze                                                                       | 1                                                                              |                                                                                | Reti                                                                           | 0                                                                              |                                                                                |

## Palmarès

### Club

#### Competizioni nazionali
- Campionato italiano: 1

Roma: 1982-1983

#### Competizioni internazionali
- Coppa UEFA: 1

Inter: 1990-1991